# Żurawka krwista
Żurawka krwista (Heuchera sanguinea Engelm.) – gatunek byliny z rodziny skalnicowatych. 

## Morfologia

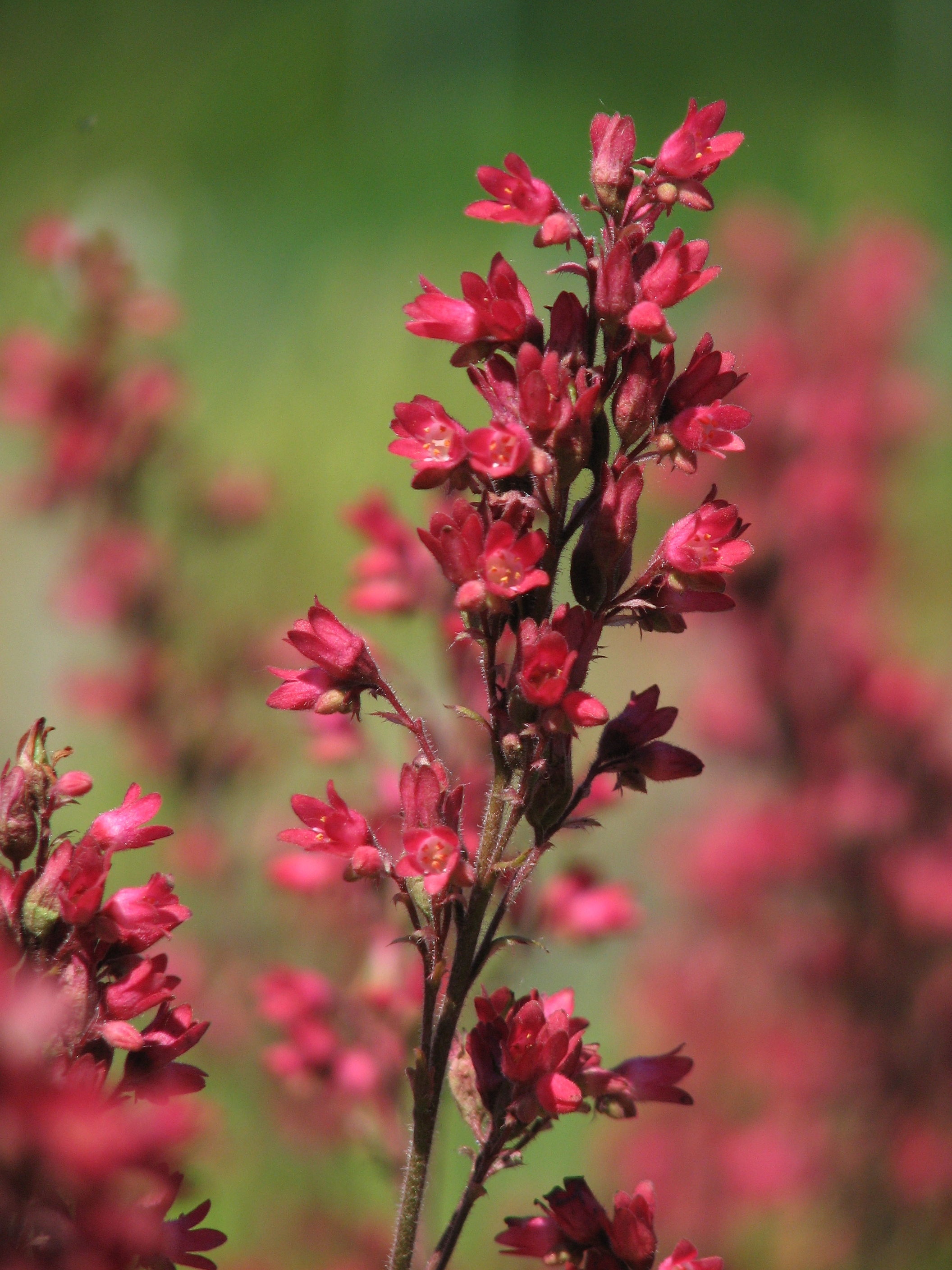

PokrójBylina tworząca kępy i dorastająca do 60 cm wysokości.
LiścieLiście są kształtu nerkowatego lub jajowato-okrągłego. Osadzone są na długich ogonkach. Od spodu gęsto pokryte włoskami. Mają kolor zielony, a liście gatunków uprawnych są purpurowo lub srebrzyście nabiegłe.
KwiatyKwiatostanem jest luźna wiecha. Kwiaty koloru intensywnie czerwonego. Mają kształt dzwonka i mierzą 3–15 mm. Działek kielicha 5 nierównej długości, w dole zrośniętych. Pręcików jest 5. Zalążnia jest wpół dolna. Powstaje ona z dwóch zrośniętych owocolistków i zwieńczona jest dwoma szyjkami słupka.
OwoceWielonasienne torebki.

## Uprawa
Roślina uprawiana jako ozdobna. Jej walorem są efektowne kwiatostany i liście. Wymaga gleb żyznych. Preferuje stanowiska półcieniste. Odporna na mrozy i choroby. Kwitnie w czerwcu i lipcu.